# Horvátország történelme
Horvátország közép-európai állam. Az ország a Balkán-félsziget északnyugati részén fekszik. Északnyugatról Szlovénia, északról Magyarország, keletről Szerbia, valamint Bosznia-Hercegovina, délkeleten pedig egy rövid szakaszon Montenegró határolja. Délnyugaton az Adriai-tenger alkotja természetes határát. Fővárosa és egyben legnagyobb városa Zágráb (horvátul Zagreb, németül Agram). Az ország azért is fontos magyar szempontból, mert az Magyarországgal több mint 800 éves közös történelemre tekint vissza, azaz 1102 és 1918 között Horvátország a magyar Szent Korona részeként a Magyar Királysághoz tartozott. A  mindenkori magyar királyok a Szent Koronával történő megkoronázásukkor automatikusan Horvátország királyai is lettek, azt címként viselték. Az 1868-as magyar-horvát kiegyezés után a tartományként kezelt terület a magyar Szent Korona egyik országa lett továbbra is a Magyar Királyságon belül, így alkotva együttesen az Osztrák-Magyar Monarchia részét is egészen annak 1918-as felbomlásáig.

Az ország határainak változása
(animációs térkép)

## Ókor
A mai Horvátország területén a rómaiak illír és pannon törzseket találtak. A terület egésze Augustus császár korában került szilárdan római uralom alá. A birodalom bomlásakor először a Nyugatrómai Birodalom része lett, de annak bukása után a dalmát partvidék szigeteit és városait a Bizánci Birodalom vonta ellenőrzése alá.

## Középkor

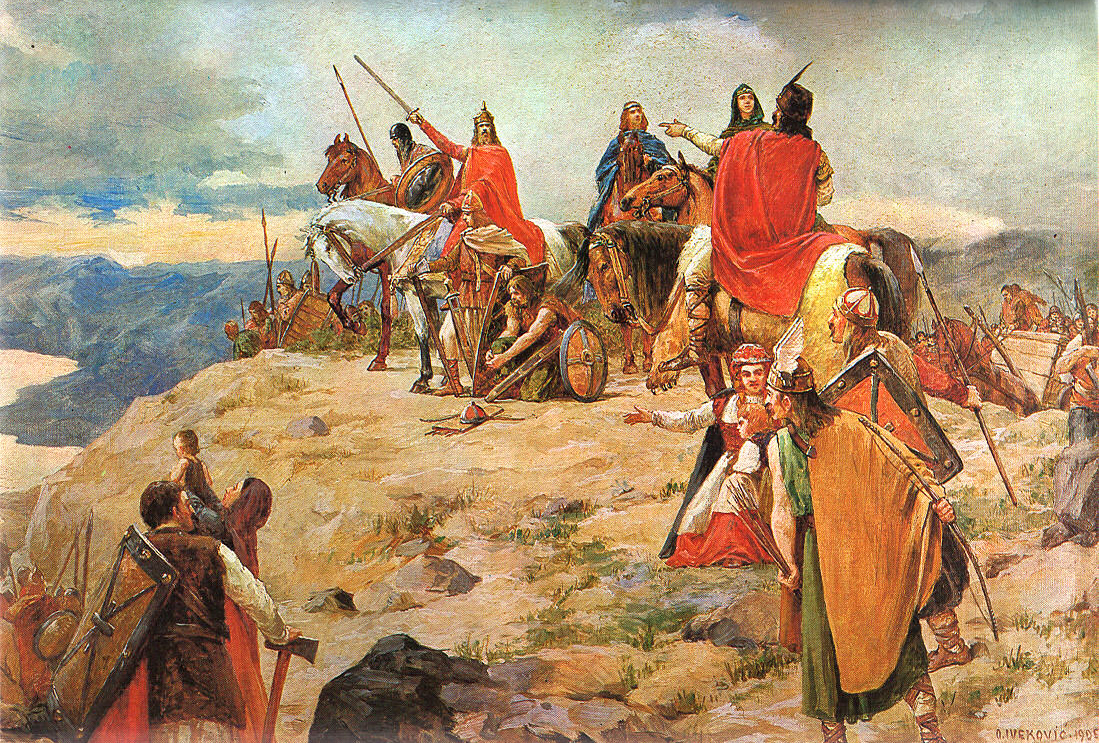
A horvát honfoglalás a 7. században (Oton Iveković festménye)

Horvátország történetének első századaiban még nem volt egészen egyértelmű, hogy a horvátok a Bizánci Birodalom befolyása alatt maradnak-e, vagy pedig körükben is a nyugati kereszténység szilárdul meg. Horvátország nyugati jellegű kulturális és politikai orientációjára végül is a Frank Birodalom keleti terjeszkedése, a Velencei Köztársaság befolyása, és nem utolsósorban a Magyarországgal 800 éven át fennálló viszony volt döntő hatással.

### Honfoglalás és államalapítás
A népvándorlás korát megelőzően a horvátok a Kárpát-hegység északkeleti lejtőin éltek. Ezt a vidéket középkori források még Fehér-Horvátország néven említik (a mai Lengyelország délkeleti része, Krakkó környéke). A horvátokat a 7. század végén telepítette le Bizánc a Balkán-félsziget nyugati részén határőr funkcióban.
Az Adriai-tenger északi partvidékéig húzódó horvát törzsek szláv nyelvet beszéltek, és két nagyobb fejedelemséget hoztak létre a 19-20. századi horvát történelemírás szerint:
- Az északi horvát államot a történészek a Pannon-Horvátország (Panonska Hrvatska) névvel jelölik. Lakói főleg mezőgazdasággal, kézművességgel és kereskedelemmel foglalkoztak.
- A déli horvát állam Tengermelléki Horvátország (Primorska Hrvatska) néven ismert. Lakói főleg a latin nyelvű városok (Dalmácia) és Velence kulturális és gazdasági befolyásának voltak kitéve.

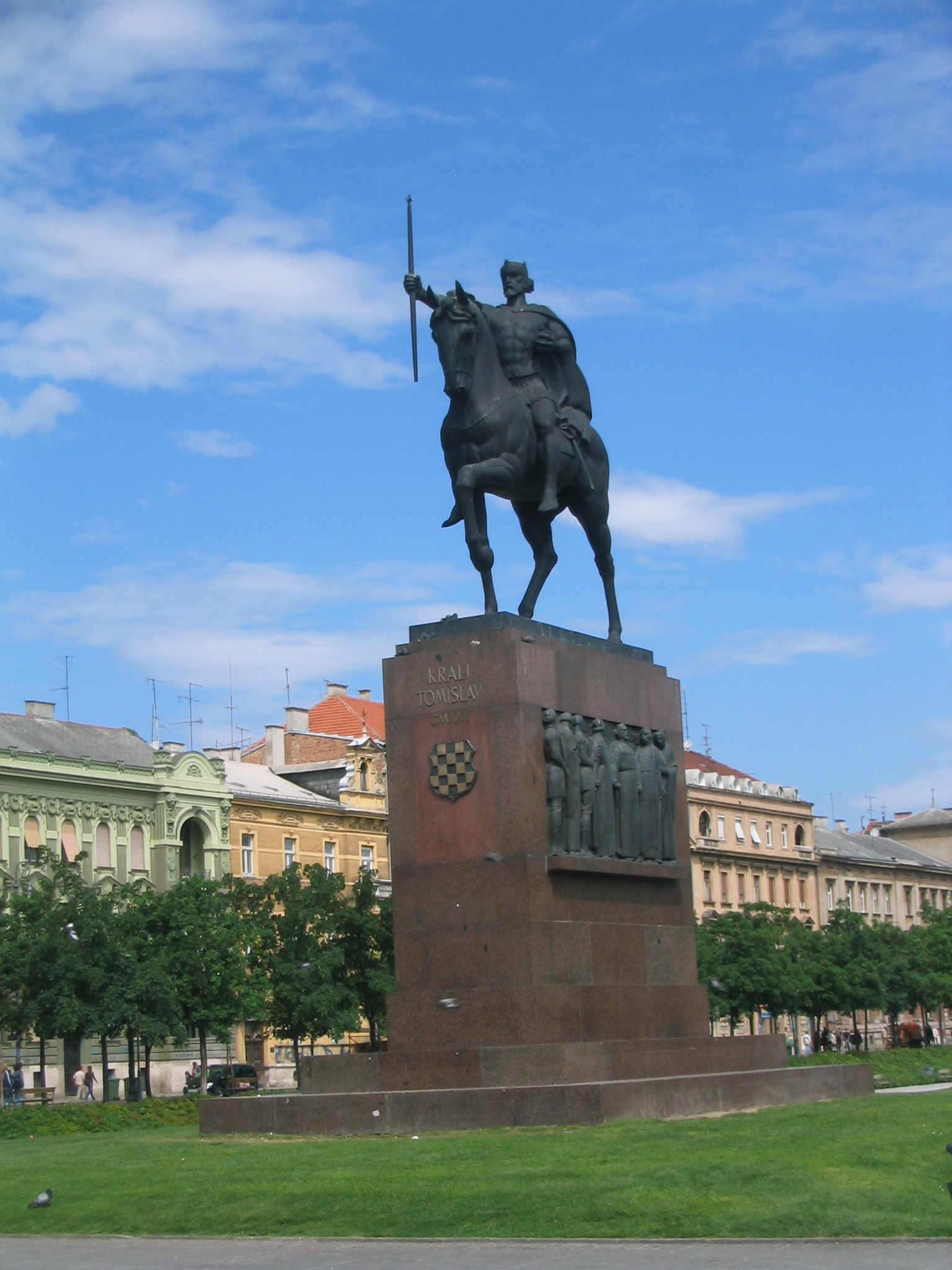
Az első horvát király, Tomiszláv (?-928) szobra Zágrábban

A középkori bizánci, frank és pápai dokumentumok alapján a Horvát Hercegség, majd Zvomimir alatt (1067-1089) Horvát Királyság a Kapela-hegységtől délre elhelyezkedő terület volt. Szlavónia a magyar honfoglalás előtt az Avar-, majd a Frank-Birodalom része volt, mely a Dráva-Száva-közét jelentette. A honfoglalástól ez a terület a Magyar Királyság szerves része lett. Szent László király 1091 előtt megalapította a zágrábi püspökséget (Kaptol), ami Szlavónia területén helyezkedett el. A két vidéket, Horvátország tengermelléki és Kárpát-medencei részét ezért a mai napig meglehetősen eltérő kulturális és gazdasági sajátosságok jellemzik, melyet még a tengerparti olasz-velencei behatás tovább színez.
A kereszténység felvétele a 9. századra fejeződött be. 879-ben VIII. János pápa Dux Croatorum („horvát fejedelem”) néven említi Branimir fejedelmet. Horvátország 925-ben lett királyság, első uralkodója Tomiszláv volt, aki a két államot egyesítette. 
A független horvát királyság IV. Péter Krešimir uralkodása alatt (1058-1074) érte el fénykorát.

### A középkori Magyar Királyság része

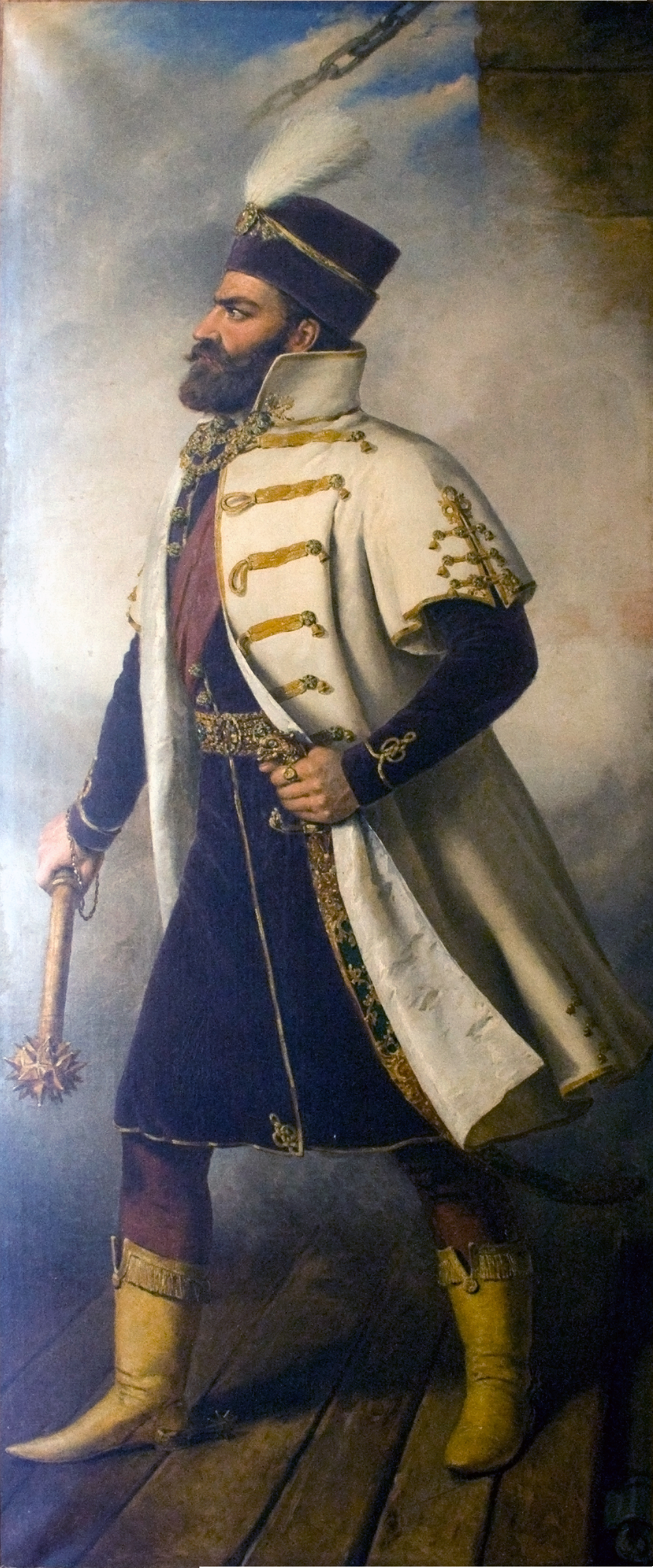
Barabás Miklós: Nikola Zrinski (Zrínyi Miklós) a horvát Šubić nemzetségből származott (1842)

Az utód nélküli Zvonimir halála után belviszály tört ki, majd Szent László 1091-ben elfoglalta Horvátországot. A Horvát Királyság megszűnt, és Horvátország tartomány lett Magyarországon (Magyar Királyságon) belül, habár komoly autonómiával bírt, hiszen közigazgatásilag különállt az ország többi részétől, eleinte a magyar királyi család valamelyik tagja irányította hercegként, a 13. század második felétől pedig a bánok vezették. A bánok a magyar király nevében magas rangú helytartók voltak. Horvátország továbbra is Magyarország része volt a török elleni harcok idején és kiűzését követően is. A török harcok idején számos alkalommal bizonyították harci tudásukat a horvátok, például a Kőszeget Szulejmán hadaival szemben megvédő Jurisics Miklós.
A Horvátországgal szomszédos tengerparti terület, Dalmácia gazdag városai a 11. századig bizánci, majd pedig felváltva hol magyar, hol velencei fennhatóság alatt álltak. A Velencei Köztársasággal vívott évszázados háborúk után végül Nagy Lajos király itt is teljessé tette a magyar uralmat, miután a legdélebbi és egyben leggazdagabb dalmáciai kereskedővárost, Raguzát (Dubrovnik) is megszerezte. 

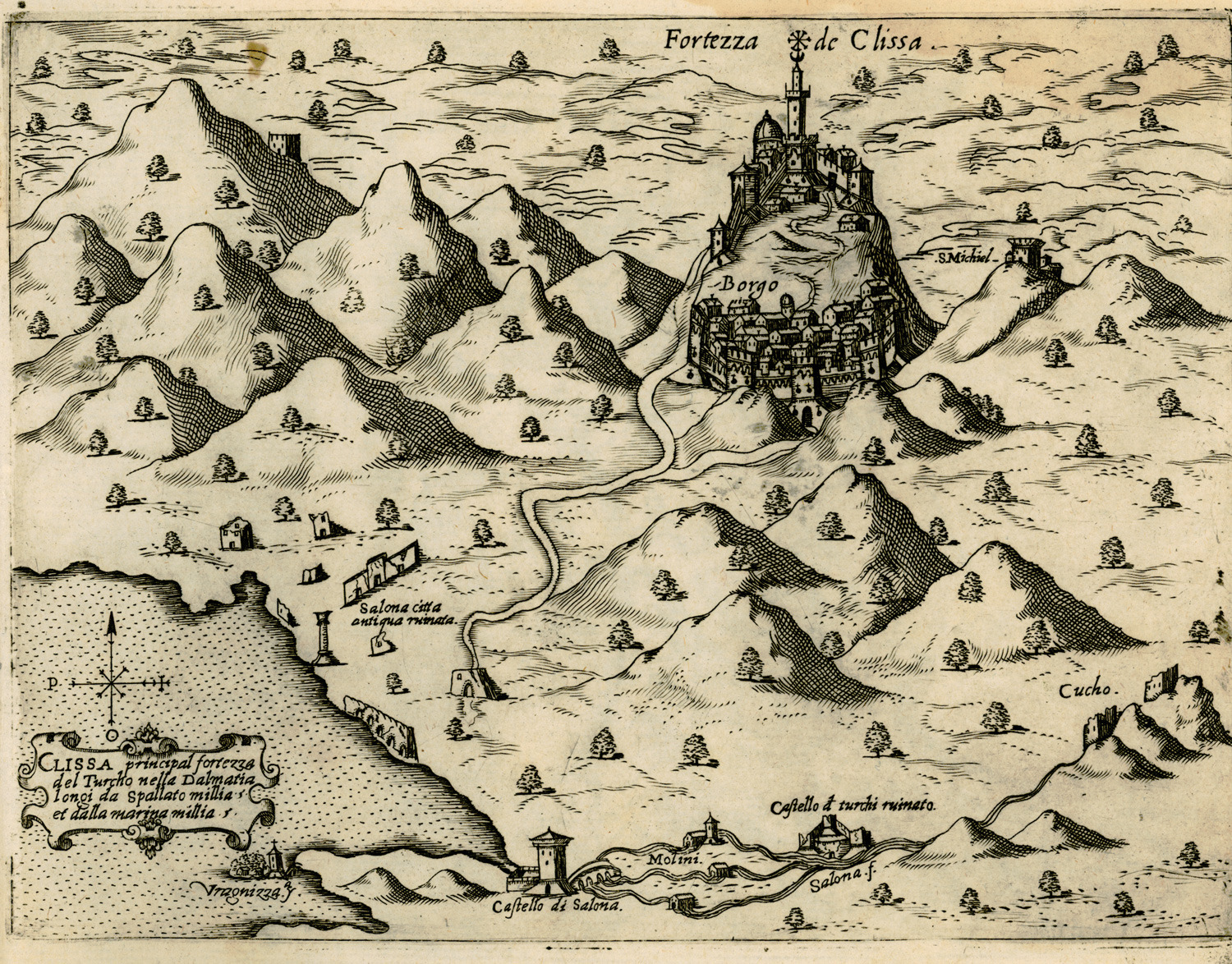
A dalmáciai Klissza vára egy 1574-es ábrázoláson

A 15. század első felében a Magyar Királyság meggyengült a folyamatos török támadás következtében, és a mai Bosznia-Hercegovina területét - amelynek nyugati és déli végei addig Horvátországhoz tartoztak - a törökök elfoglalták. Ezzel egyidőben a velenceiek is visszahódították Dalmáciát. Raguza azonban független lett, és évszázadokon át Velence fő vetélytársa maradt a térség kereskedelmében.
Bizonyos történészek szerint Horvátország (a Pacta Conventa nevezetű iratra hivatkozva) perszonálunióba lépett Magyarországgal, ugyanakkor ez az állítás nem igaz. A Pacta Conventa (Kálmán állítólagos szerződése a horvát nemességgel) hamisítvány, akárcsak a Kálmán megkoronázásáról szóló irat, most már egyes horvát történészek szerint is. Horvátország meghódítása nem megegyezésnek, hanem katonai hódításnak köszönhető, továbbá az engedmények is a magyar királyok akaratának köszönhetőek. Ettől függetlenül Horvátországnak a Magyar Királyságon belüli autonómiája nem kérdőjelezhető meg.

### Mohács után
Az 1526. évi mohácsi csata után, Magyarország nyugati feléhez hasonlóan, amelyet a törökök nem tudtak elfoglalni, Horvátország nyugati része is a Habsburg-házi I. Ferdinánd uralma alá került. Mivel a Habsburgok Magyarország törvényes királyainak is számítottak, így Horvátország is a Habsburg uralkodóház területeit gyarapította Magyarország keretében. A horvát különállás szempontjából azonban jelentős visszalépést jelentett a Habsburgok uralma, mivel a magyar királyok jelentős nemzeti mozgásszabadságot biztosító politikája a bécsi centralizmussal megszűnt. A horvát parlament elődjét, a Sabort nem hívták össze, (mint ahogyan a pozsonyi országgyűlés tevékenysége is jobbára szünetelt egészen a magyar reformkorig).

## Afelvilágosodásután

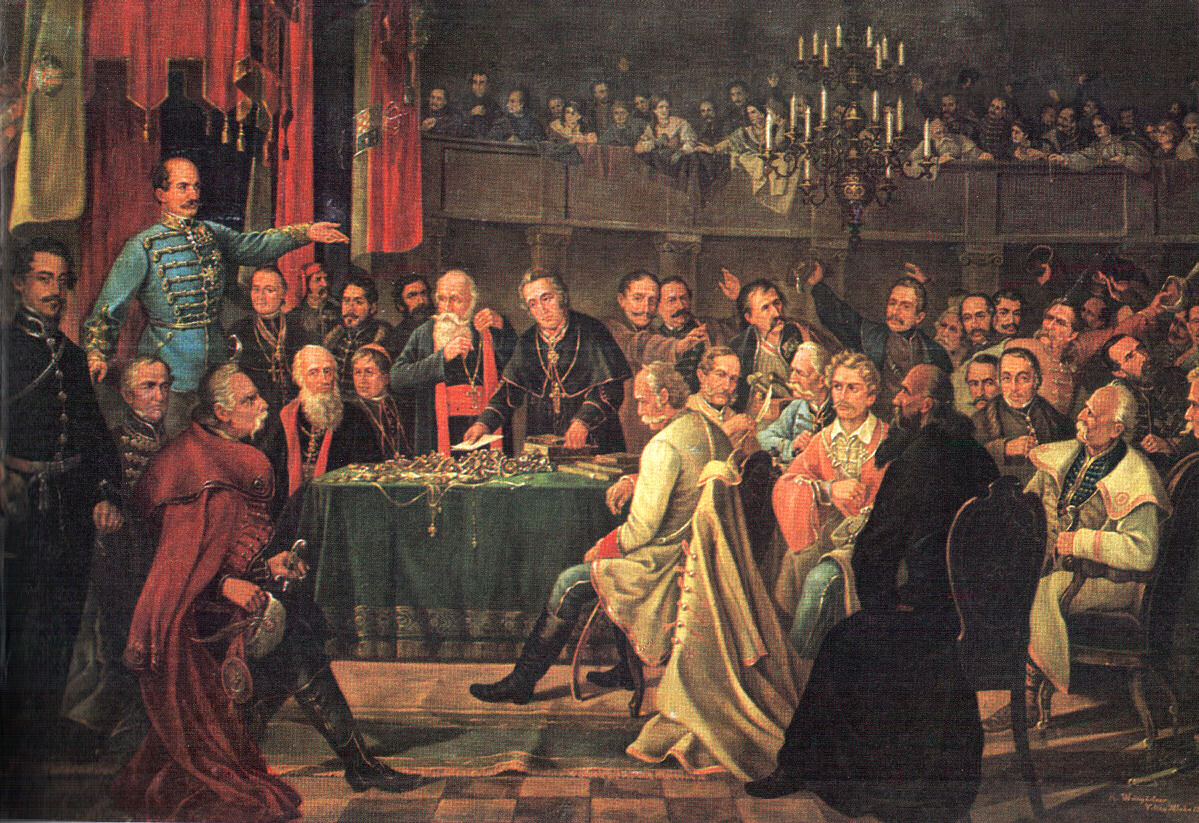
Az 1848-as horvát országgyűlés (Sabor)

A 19. század elejéig a mai Horvátország valamennyi területe Habsburg uralom alá került, mind a törököktől visszafoglalt területek éppúgy, mind Dalmácia, beleértve Dubrovnik (Raguza) várost is. Az egykori Horvátországnak abból a részéből, amely nem került Habsburg kézre, hanem továbbra is török befolyás alatt maradt, a későbbiekben Bosznia-Hercegovina tartomány alakult ki.
A horvátlakta vidékek nem alkottak egységes országot a hatalmas Habsburg Birodalmon belül, hanem több politikai egységre osztották őket. A Magyar Királyságon belül közigazgatásilag mind Horvátországtól, mind Magyarországtól külön kezelték Szlavóniát, amely valaha Magyarország szerves része volt és jórészt magyarok lakták. Ekkorra azonban a magyarság már - a török által kiirtva - szinte eltűnt innen, így ebben az időben népesítették be jelentős mértékben a horvát telepesek az elnéptelenedett Szlavóniát. Ezenkívül külön közigazgatási területnek számított Dalmácia (1797-től osztrák), valamint Isztria is, amely az Osztrák Tengermellékhez tartozott. Sőt, a mai Horvátország jelentős területét elfoglaló úgynevezett katonai határőrvidék is önálló közigazgatási egységet alkotott.

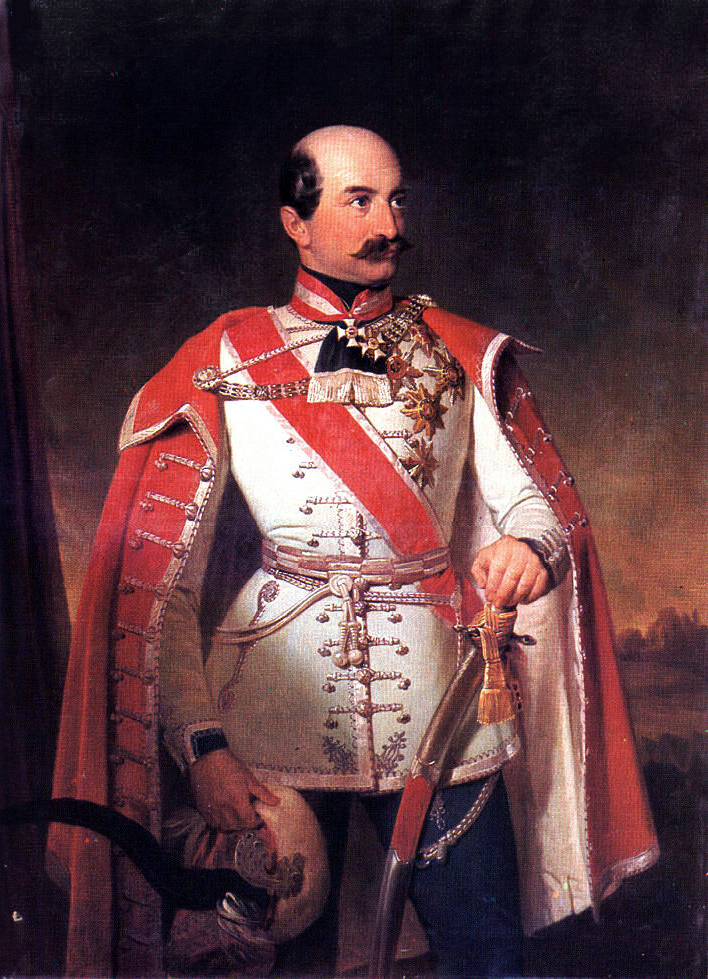
Jellacsics József (1801–1859), császári-királyi táborszernagy, horvát bán

A katonai határőrvidékre a Habsburgok előszeretettel hívtak szerb és részben vlach fegyvereseket a még török uralom alatt álló Balkánról a Habsburg Birodalom védelmére. A katonai határőrvidéken élő szerbeket a katonai szolgálataikért cserébe a Habsburg uralkodóház a többi népcsoporthoz képest jelentős kiváltságjogokkal ruházta fel. Az áttelepülés a török kézen lévő Balkánról a Habsburg Birodalom területére így nyilvánvalóan csábító volt, olyannyira, hogy az egykori katonai határőrvidék területén a szerbek gyakorlatilag többségbe kerültek a magyarokkal és horvátokkal szemben.

### Akiegyezésután

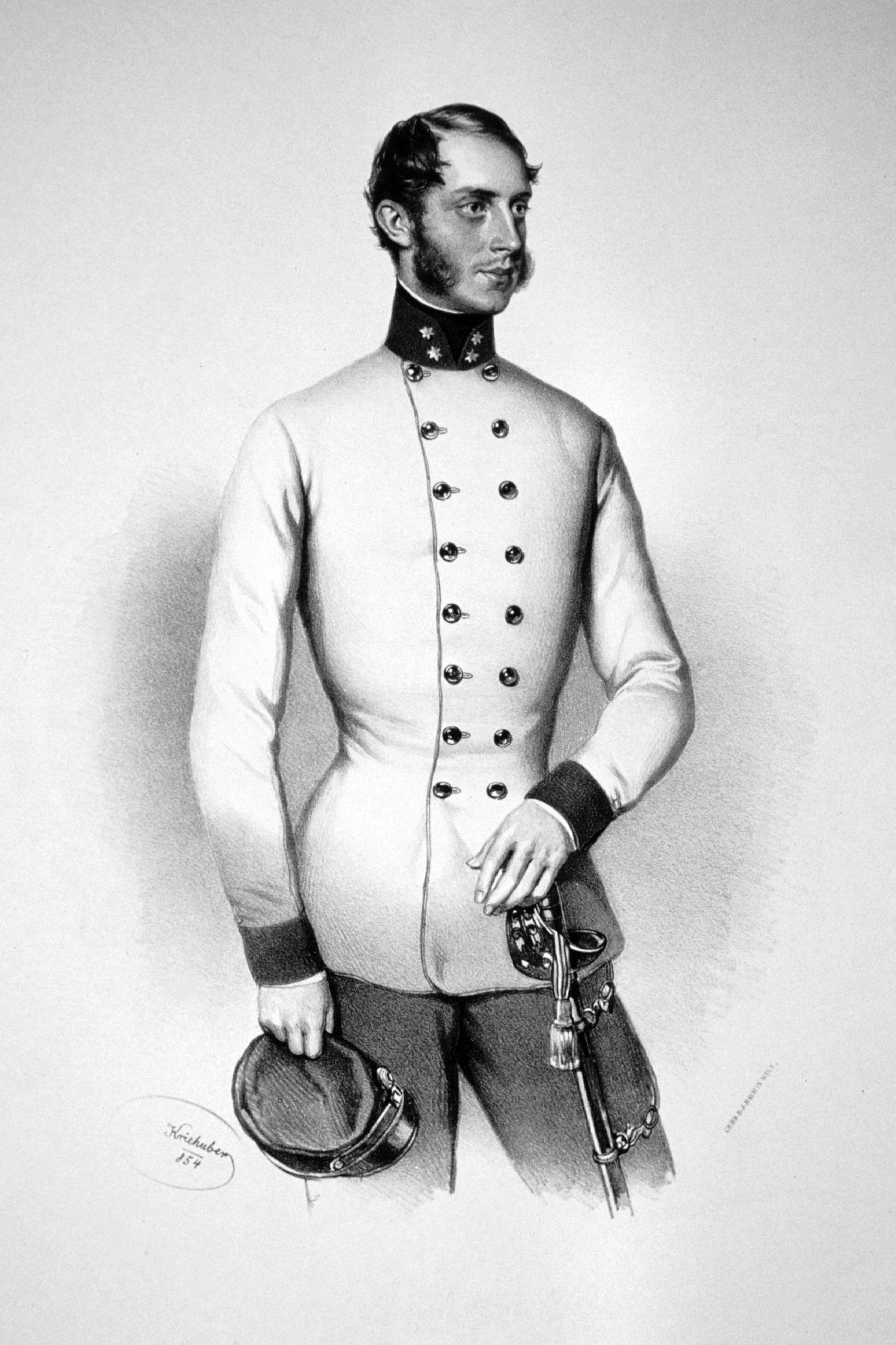
Gróf verőczei Pejácsevich László (1824–1901), császári és királyi kamarás, horvát bán.

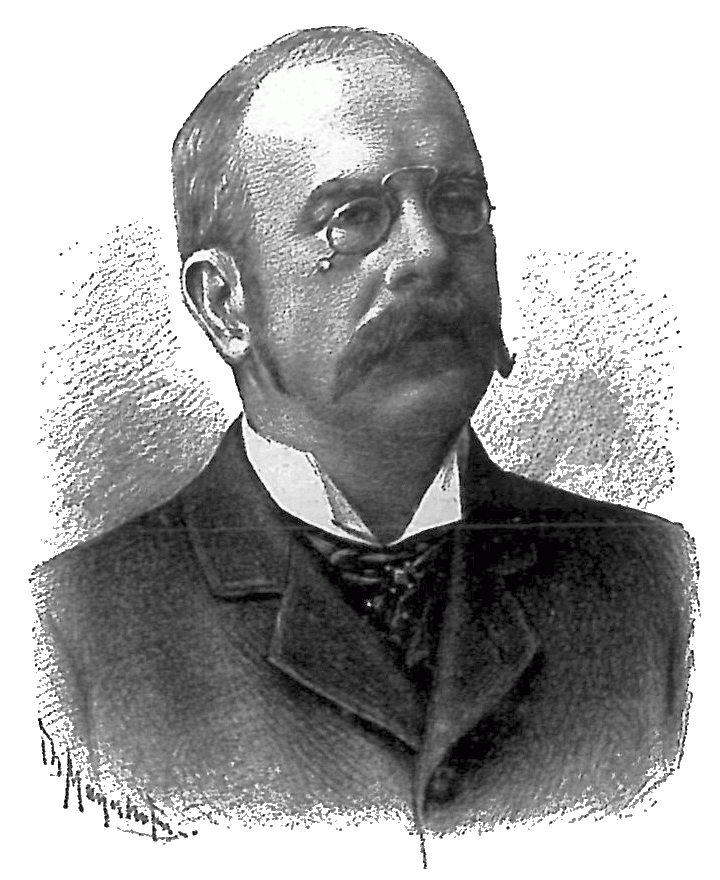
Báró nyéki Rauch Pál (1865-1933) politikus, horvát bán.

Horvát-Szlavónország címere

A két ország közjogi viszonyát szabályozó magyar-horvát kiegyezés (1868. évi XXX. tv. Magyarországon, 1868. évi I. tv. Horvátországban) mindenekelőtt kimondotta, hogy a két ország kifelé "egy és ugyanazon állami közösséget képez". A Magyar Királyságon belül Horvátország "külön territóriummal bíró politikai nemzet", amely "belügyeire nézve saját törvényhozással és kormányzattal bír." Így csak 1868-1918 között rendelkezett társországi státusszal. E tárgyalások során kulcs fontosságú közvetítő szerepe volt báró nyéki Rauch Levinnek (1819-1890), Horvát-Szlavon-Dalmátország bánjának, és gróf verőczei Pejácsevich Lászlónak (1824–1901), politikusnak, aki később horvát bán lett.

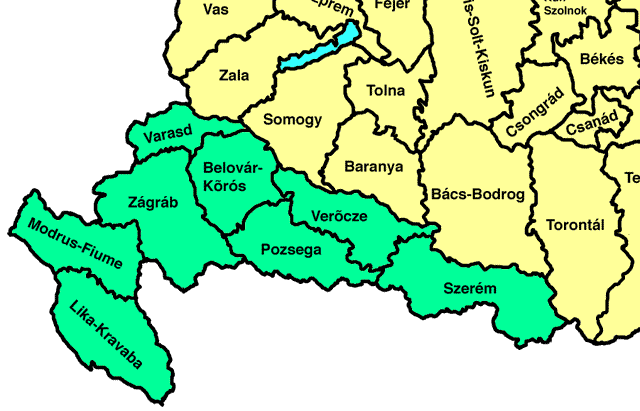
Horvát-Szlavónország vármegyéi a kiegyezés után

A kiegyezés értelmében (1868) a Horvátország és Szlavónia, valamint a volt horvát és szlovén katonai határőrvidék egyesítésével létrehozott Horvát-Szlavónország politikailag egységes terület lett a magyar korona részeként, Isztria és Dalmácia azonban a Monarchia osztrák részéhez tartozott. A 19. században ébredő horvát nacionalista mozgalom egyik legfontosabb célkitűzése valamennyi horvátlakta terület egységesítése volt.

## A 20. században
1908. február 27.-én választások zajlottak Horvátországban, és ekkor a horvát–szerb koalíció abszolút többséget kapott. Erre, báró nyéki Rauch Pál (1865-1933), Horvát-Szlavon-Dalmátország bánja, feloszlatta az ellenzéki parlamentet és két évig abszolutista módszerekkel kormányozott. A súlyos politikai válság ellenére, báró Rauch Pál 1910. február 5.-éig viselte a báni méltóságot.
Az első világháborút és az Osztrák–Magyar Monarchia összeomlását követően Horvátország a Szerb-Horvát-Szlovén Királyság része lett. Ez az államalakulat 1929-től Jugoszlávia néven ismert. Isztria, Fiume és Dalmácia egy része 1920-1947 között Olaszországé volt.[forrás?] Dalmáciát Olaszország kapitulációja után a horvátok elfoglalták, a többi terület német megszállás alá került.
A második világháború idején, sok száz év után, Horvátország ismét független lett egy rövid időre. A horvát történelemnek erre az időszakára azonban a Mussolini vezette fasiszta Olaszország és az Adolf Hitler vezette náci Németország vetett végzetes árnyékot, a két birodalom közvetlen szomszédságában ugyanis az Ante Pavelić által vezetett Független Horvát Államnak nevezett náci bábállam a tengelyhatalmak oldalán állt, és tevékeny részt vállalt a szerbek és zsidók tömegeinek kiirtásában.
A fasizmus és a nácizmus veresége után, Horvátország a szocialista Jugoszlávia egyik föderatív köztársasága lett, amelynek első elnöke, Josip Broz Tito, részben horvát származású volt. Isztria, Fiume és Dalmácia is Jugoszláviához került.

### Jugoszlávia felbomlása után

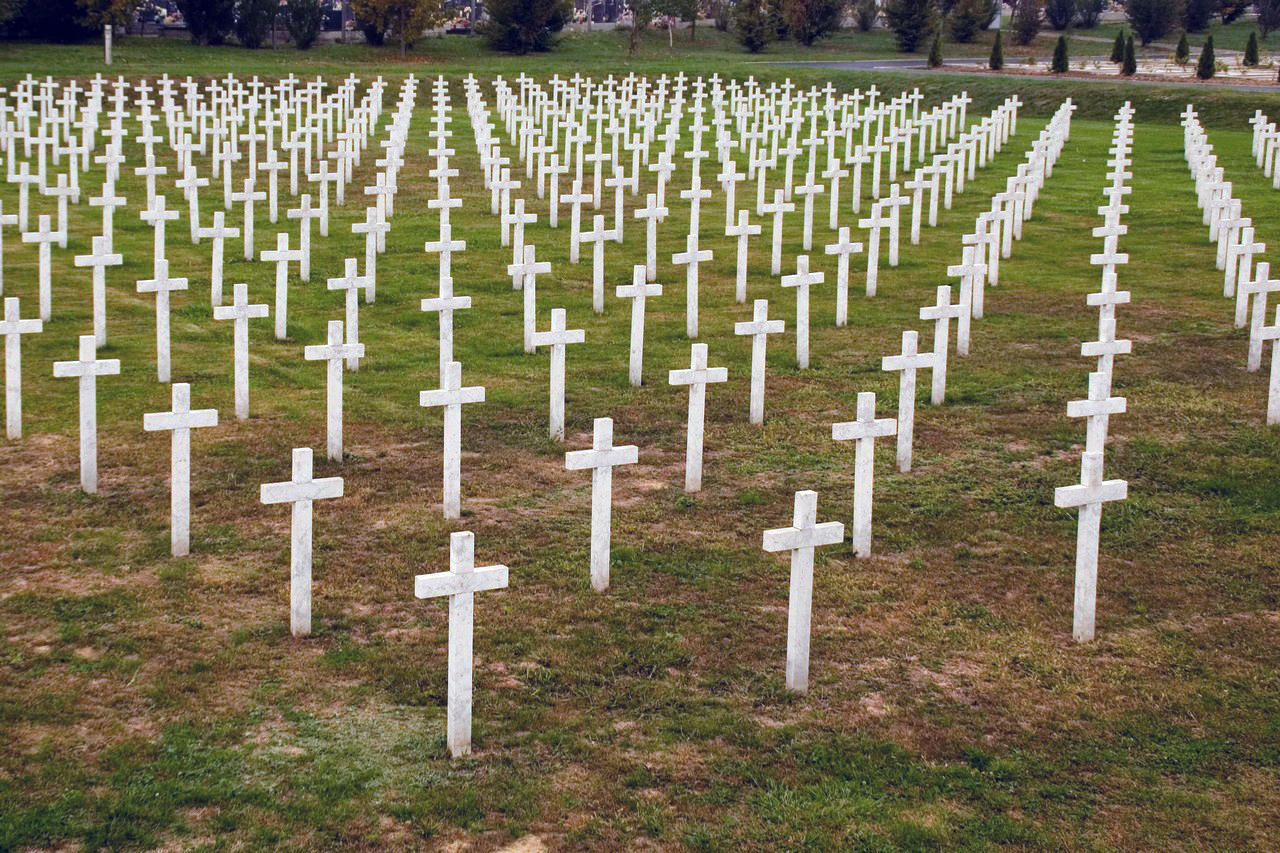
A vukovári csata és mészárlás (1991) áldozatainak temetője Európa legnagyobb tömegsírja a második világháború óta

Jugoszlávia felbomlása során Horvátország 1991-ben kiáltotta ki függetlenségét, amelyet azonban a majdnem öt évig tartó véres háború követett. Horvátországnak azokon a területein, amelyeken a Habsburg Birodalom idején katonai határőrvidék létezett, az egykori osztrák telepítési politika következtében, a szerbek többségben voltak a horvátokkal szemben, és ezeken a vidékeken nem voltak hajlandóak elismerni Horvátország függetlenségét, hanem egy sajátos szerb szakadár államot hoztak létre, az úgynevezett Krajinai Szerb Köztársaságot, amelyet azonban rajtuk kívül senki sem ismert el valódi államnak. Az 1995. évi horvát hadműveletek (Villám és Vihar) következményeként a háború befejeződött, a Szerb Krajina területe pedig újra Horvátországhoz tartozik. Ám a Vihar hadművelet alatt a horvát katonák ENSZ felmérések szerint körülbelül 2000 civilt öltek meg. A horvátok szerint 90 000, az ENSZ szerint 150 000, a BBC szerint 200 000, a szerbek szerint pedig 200 000-250 000 szerb menekült el a bevonuló horvát hadsereg elől. 1992 és 1995 között a horvát katonai erők Bosznia-Hercegovinában is harcoltak. Az 1995-ben fel nem szabadított területeket (Kelet-Szlavónia egyes részei és a Horvátországhoz tartozó Dél-Baranya) az ENSZ ellenőrzése alatt integrálták újra Horvátországba. Ez a folyamat 1998-ban fejeződött be, s ettől kezdve Horvátország teljes területe fölött szuverenitást gyakorol. A horvát nép embervesztesége a horvátországi háború során: 10 668 halott
37 180 sebesült
2915 eltűnt Archiválva 2007. január 15-i dátummal a Wayback Machine-ben
196 000 menekült

## A 21. században
Horvátország 2003-ban adta be tagsági kérelmét az Európai Unióba, a csatlakozási tárgyalások 2005-ben kezdődtek meg. Albániával együtt 2009. április 1-jén a NATO teljes jogú tagja lett. Az uniós csatlakozási tárgyalásokat a magyar EU-elnökség utolsó napján, 2011. június 30-án sikerült lezárniuk, a tagságot 2013. július 1-jén nyerték el.
2020 márciusában földrengés rázta meg a fővárost, Zágrábot. Ezt követte ugyanezen év végén a sokkal súlyosabb petrinyai földmozgás, amely hét halálos áldozatot követelt és a város jelentős részét is romba döntötte.
2023. január 1-én az ország hivatalosan belépett a Schengen-övezetbe és csatlakozott az eurózónához. Ettől kezdve hivatalos pénzneme az euró.

## Irodalmi művek
- Ivo Goldstein: Hrvatska povijest (Novi Liber, Zagráb, 2003.) ISBN 953-6045-22-2 (horvátul)